# Maria Mandl
Maria Mandl, emellanåt felaktigt stavat Mandel, född 10 januari 1912 i Münzkirchen, Oberösterreich, Österrike-Ungern, död 24 januari 1948 i Kraków, Polen, var en österrikisk SS-Lagerführerin i Auschwitz-Birkenau 1942–1944.

## Biografi
I maj 1939 påbörjade Mandl sin tjänstgöring i koncentrationslägret Ravensbrück. Efter att i juni 1942 ha befordrats till SS-Oberaufseherin förflyttades hon inom kort till Auschwitz-Birkenau, där hon utsågs till SS-Lagerführerin under kommendanten Rudolf Höss. Dagligen lät hon piska och avrätta interner. Man beräknar att hon sände cirka 500 000 människor till gaskamrarna.
I andra världskrigets slutskede flydde Mandl till Österrike, men kunde i augusti 1945 gripas av allierade soldater som så småningom utlämnade henne till Polen. I november 1947 ställdes hon inför rätta vid Auschwitzrättegången och dömdes påföljande månad till döden genom hängning. Hon avrättades den 24 januari 1948.

## Utmärkelser
- Krigsförtjänstkorset av andra klassen[1]